# Емилија Јакшић
Емилија Јакшић Никезић — Цуца (Београд, 29. април 1924 — Обреновац, 29. новембар 1949) била је учесница Народноослободилачке борбе и друштвено-политичка радница НР Србије.

## Биографија
Рођена је 29. априла 1924. године у Београду, у грађанској породици. Њен отац био је Милета Јакшић, песник и приповедач. У омладински револуционарни покрет укључила се још као ученица гимназије. Професорка у гимназији била јој је Десанка Максимовић, која је о младој Емилији имала похвално мишљење. Члан Савеза комунистичке омладине Југославије (СКОЈ) је постала 1940, са шеснаест година, а од августа 1941. године, већ као активни учесник Народноослободилачког покрета (НОП), ушла је у школско руководство СКОЈ-а.
Као омладински руководилац учествовала је у организовању и извођењу акција, диверзија и саботажа. Ухапшена је у зиму 1941. године и приликом спровођења, мада су јој руке биле везане лисицама, успела да побегне. Члан Комунистичке партије Југославије (КПЈ) постала је јануара 1942. године. Одлуком Месног комитета СКОЈ-а за Београд убрзо је послата на рад у Земун, за члана Месног комитета СКОЈ-а. За време рада у земунској организацији била је три пут хапшена, али је својом сналажљивошћу и уз помоћ Партије успела да се извуче. Најпознатији пример је из 1942. године, када је била ухапшена и држана у Земунској болници. У организованој акцији, коју је припремио њен будући супруг Марко Никезић, ослобођена је. Новембра 1942. године постала је секретар Среског комитета СКОЈ-а и члан Среског комитета КПЈ за Земун.
Октобра 1943. године Покрајински комитет КПЈ за Србију послао ју је на рад у Шумадију, као инструктора Покрајинског комитета СКОЈ-а. Године 1944. постала је члан Покрајинског комитета СКОЈ-а за Србију.

### Послератни период
После ослобођења Југославије, обављала је разне дужности у Савезу комунистичке омладине Југославије и Комунистичкој партији Југославије. По завршеној гимназији, студирала је на Економском факултету Универзитета у Београду.
Погинула је у саобраћајној незгоди код Обреновца, 29. новембра 1949. године.
Била је удата за Марка Никезића, тада организационог секретара Окружног комитета КПЈ за Београд, а касније амбасадора, Савезног секретара за иностране послове СФРЈ и председника Централног комитета Савеза комуниста Србије, који је смењен 1972. године, с којим је имала два сина, Бранка и Зорана.
Носилац је Партизанске споменице 1941. и других југословенских одликовања.
Једна улица у земунском насељу Нова Галеника носи њено име.